# Starlight Moonlight
Starlight Moonlight (hangeul: 별빛달빛) è il secondo singolo del gruppo musicale sudcoreano Secret, pubblicato nel 2011 dall'etichetta discografica TS Entertainment.

## Il disco
Le Secret pubblicarono il teaser per il loro singolo il 27 maggio 2011; un altro teaser fu diffuso ancor prima per "Oh! Honey". Lo stesso giorno la TS Entertainment pubblicò delle foto del ritorno del gruppo. Il 1º giugno venne pubblicato il singolo insieme al video musicale, in cui appaiono anche i B.A.P. Il brano "Starlight Moonlight" fu ben accolto dai critici musicali e dal web, arrivando in cima a varie classifiche musicali. Il brano "Starlight Moonlight" fu utilizzato come traccia promozionale nelle loro performance nei programmi M! Countdown, Music Bank, Show! Music Core e Inkigayo. Il 19 giugno 2011, il gruppo vinse il premio Mutizen al programma televisivo Inkigayo.
Per il primo EP giapponese del gruppo, Shy Boy, fu pubblicata una versione natalizia del pezzo, intitolata "Christmas Magic". Ad agosto e settembre 2012 le Secret volarono in Cina per registrare la versione cinese di "Starlight Moonlight", la cui promozione coincise con la pubblicazione del loro album in Giappone.

## Tracce
1. Oh! Honey (오! 허니) – 2:34 (Kang Jiwon, Kim Kibum)
2. Starlight Moonlight (별빛달빛) – 3:54 (Kang Jiwon, Kim Kibum)
3. Melodrama (멜로영화) – 3:12 (Lee Min Ki, Jeon Da-un)

## Formazione
- Hyoseong – voce
- Zinger – voce
- Jieun – voce
- Sunhwa – voce